# Игнатий (Факириадис)
Митрополи́т Игна́тий Факириа́дис (греч. Μητροπολίτης Ιγνάτιος Φακυριάδης; 1827, Константинополь, Османская империя — 17 апреля 1899, Каир) — епископ Александрийской православной церкви; митрополит Ливийский (1872—1899).

## Биография
Родился в 1827 году в Константинополе. Окончил Халкинскую богословскую школу. Был хиротонисан во диакона митрополитом Филиппопольским Хрисанфом и проходил своё служение в Филиппопольской митрополии. В 1857 году, вместе с перемещённым на Смирнскую кафедру митрополитом Хрисанфом, был принят в клир Смирнской митрополии и назначен архидиаконом митрополичьего собора.
11 апреля 1863 года был избран титулярным епископом Ксантупольским, викарием Смирнской митрополии. 13 апреля того же года был хиротонисан во пресвитера митрополитом Маронийским Феоклитом
12 мая 1863 года в церкви святой Фотинии состоялась его епископская хиротония, которую совершили: митрополит Смирнский Хрисанф, митрополит Фанариоферсальский Неофит, епископ Мосхонисийский Кирилл, епископ Аркадиопольский Амвросий и епископ Эритрийский Захарий.
После кончины в 1870 году митрополита Хрисанфа, рекомендован клиром и паствой к избранию главой Смирнской епархии. Патриархом Константинопольским Григорием VI его кандидатура была отклонена, в связи с чем епископ вынужден был удалиться на покой. Начал издавать в Смирне религиозно-нравственный журнал «Ευσέβεια», который имел большой успех.
В 1872 году был приглашён патриархом Александрийским Софронием IV в Египет, где был назначен управляющим Ливийской митрополией и стал одним из приближённых Александрийского Патриарха.
Из за конфликта с патриархом Софронием 12 августа 1886 года уходит на покой. В июле 1890 года восстановлен.
30 апреля 1896 года прибыл в Москву и в мае того же года как представитель Александрийской православной церкви принимал участие в коронационных торжествах императора Николая II в Москве. 30 мая того же года митрополит Ливийский Игнатий прибыл в Одессу и разместился в Пантелеимоновском подворье. Выехал он из Одессы 1 июня на пароходе «Царь».
Скончался 17 апреля 1899 года в Каире.